# 曾愛媚
曾愛媚（Amy Tsang Oi Mei，1983年7月9日—），美籍華人，祖籍中山市，籍貫廣州市，曾參選2006年度香港小姐競選（入圍最後五強），亦是第21期無綫電視藝員訓練班畢業的藝人後成為無綫電視女藝員。她在2006年開始出道，短短兩年間參演了近20部劇集，為同期出道藝人之冠，但她亦和王貽興傳出過緋聞。
2009年，她離開無綫電視，現移居美國以及參與當地劇集，後於2012年獲王維基之邀請，復出後並加盟香港電視網絡至2015年，至2016年息影為止。

## 演出作品

### 電視劇（無綫電視）
| 首播   | 劇名               | 角色                                         |
| 2007年 | 同事三分親         | 伍恆徒弟、水玲玲、寶珠、緹、職員、文丞君手下 |
| 2007年 | 歲月風雲           | 記者                                         |
| 2007年 | 奸人堅             | 佳麗、女伴                                   |
| 2007年 | 鐵咀銀牙           | 群眾                                         |
| 2007年 | 兩妻時代           | 女徵婚者、女會員、情侶                       |
| 2007年 | 建築有情天         | 啤酒妹                                       |
| 2008年 | 野蠻奶奶大戰戈師奶 | 賓客、售貨員、化粧品店員                     |
| 2008年 | 律政新人王II       | 酒吧客人                                     |
| 2008年 | 和味濃情           | 女演員、老師、女友                           |
| 2008年 | 秀才愛上兵         | 女子                                         |
| 2008年 | 金石良緣           | 化妝小姐、美女                               |
| 2008年 | 銀樓金粉           | 賣花女                                       |
| 2008年 | 原來愛上賊         | Ada                                          |
| 2008年 | 師奶股神           | 輝女伴                                       |
| 2008年 | 法證先鋒II         | 護士                                         |
| 2008年 | 甜言蜜語           | 參賽者、麵之天使                             |
| 2008年 | 疑情別戀           | Michelle                                     |
| 2008年 | 當狗愛上貓         | 陪唱小姐                                     |
| 2008年 | 與敵同行           | 職員                                         |
| 2009年 | 桌球天王           | Model(20集)                                  |

### 其他演出（無綫電視）
- 2006-2007年：一擲千金：千金小姐
- 2006年：萬千星輝賀台慶：鼓舞昇平壽無疆的千手舞演出
- 2007年：和諧家庭頌香江：演唱《我的驕傲》
- 2008年：食到篤、問到篤：為食妹

### 電視劇（香港電視網絡）
- 2014年：來生不做香港人 飾 Susan
- 2015年：童話戀曲201314 飾 Angela
- 2015年：驚異世紀 飾 紀文萱

## 外部連結
- 2006年度香港小姐競選：曾愛媚個人網頁
- 曾愛媚的Instagram帳戶